# Грабінський Володимир Олександрович
Володимир Олександрович Грабінський  (нар. 15 січня 1974, Львів) — український шахіст, заслужений тренер України, ФІДЕ сеньйор тренер, міжнародний майстер.

## Життєпис
Закінчив Львівський державний інститут фізичної культури за спеціальністю тренер-викладач із шахів.
Найтитулованіший учень — міжнародний гросмейстер, переможець шахової олімпіади 2004 року, триразовий чемпіон України 2004, 2015 та 2021років — Андрій Волокитін.
Підготував 13 міжнародних гросмейстерів: чемпіонів України Юрія Криворучка (2013) та Михайла Олексієнка (2016), Юрія Вовка, Андрія Вовка, Мартина Кравціва, Ярослава Жеребуха, Катерину Мацейко, Мирославу Грабінську (Яківчик), Віту Чулівську, Віталія Бернадського, а також чемпіонку світу 2015 року серед юніорок та чемпіонку України 2018 року Наталію Буксу.

## Праці
- «Искусство шахмат. Самоучитель для вундеркиндов» (рос.) — Андрій Волокитін, Володимир Грабінський — Видавництво: Ріпол Классік, 2008 р.